# Agyrta pandemia
Agyrta pandemia är en fjärilsart som beskrevs av Druce 1893. Agyrta pandemia ingår i släktet Agyrta och familjen björnspinnare. Inga underarter finns listade i Catalogue of Life.